# 黃國昌
黃國昌（1973年8月19日—），中華民國政治人物、律師、法律學者。現任台灣民眾黨主席、立法委員、台灣民眾黨立法院黨團總召集人，曾任中央研究院研究員、多所大學兼任副教授及時代力量執行黨主席、時代力量立法院黨團總召集人。
黃國昌出生於臺北縣汐止鎮（今新北市汐止區），大學期間曾參與社會運動，曾擔任第六屆臺大學生會會長。臺大法律系畢業後成為執業律師，後於康乃爾大學法學院取得博士學位。返臺後曾在多所大學任教，2006年進入中央研究院法律學研究所擔任研究員，專精民事訴訟法。
2012到2014年間參與多項社會運動。2015年，時代力量成立，黃國昌為首任黨主席。同年辭去中研院研究員職務，參選新北市第十二選舉區立法委員，2016年當選立委，3月續任黨主席。2017年遭提案罷免未通過。2019年1月，辭去時力黨主席。同年8月，宣布轉戰不分區立委，區域立委交棒其辦公室主任賴嘉倫。2020年1月，因時代力量政黨票不足，黃國昌未能連任，賴嘉倫亦未能勝選。
2023年11月，黃國昌退出時代力量並加入台灣民眾黨，獲提名為2024年立法委員選舉民眾黨不分區立委候選人第2順位，最終順利當選。2025年1月1日，柯文哲涉入京華城案辭去黨主席職務，由黃國昌代理。同年2月15日，在黨主席補選中擊敗蔡壁如勝選，19日就任台灣民眾黨主席。黃國昌為臺灣政壇內第一位先後任兩個政黨的領袖職務以及立法院黨團總召集人職務的政治人物。

## 早年及教育
黃國昌出生於臺北縣汐止鎮（今新北市汐止區），家族世代以務農為生。父親原是農民，後來轉當礦工，又改行為染布工人。黃國昌與母親時常到行天宮擺攤，販賣線香、蠟燭，擔任過家教老師。
黃國昌自新北市私立及人高級中學初中部畢業後，進入臺北市立建國高級中學，參加學校辯論賽，因題目「我國國會是否應全面改選」，接觸萬年國會議題與黨外雜誌。考入國立臺灣大學法律系後，黃國昌加入「大學新聞社」，認識社會運動，並將主流媒體封殺的運動訊息帶進校園。大二當選第六屆國立臺灣大學學生會會長，開始進行校園改革運動，曾到教育部前丟雞蛋，抗議教育部將手伸入校園。
台大法律系畢業後，黃國昌1995年通過公務人員高等考試二級法制人員、專門職業及技術人員高等考試律師及公務人員特種考試司法官，從事律師業務兩年後，決定赴國外留學。曾在東京大學研究一年，2002年在康乃尔大学法学院取得法學博士學位。曾任美國紐約州法官Hon. Patrick D. Monserrate實習助理，擁有紐約州律師執照，亦為2012~2013年度傅爾布萊特獎助學者。

## 學術生涯
黃國昌完成博士學業返國後於國立高雄大學、東海大學、國立臺北大學、國立政治大學等校法律學系任職或兼任副教授，專長為民事訴訟法。於2006年加入中央研究院法律學研究所成為助研究員、2014年升等為研究員，隔年因參選立委辭職，曾任中研院法律所法實證研究資料中心執行長。

## 社會運動

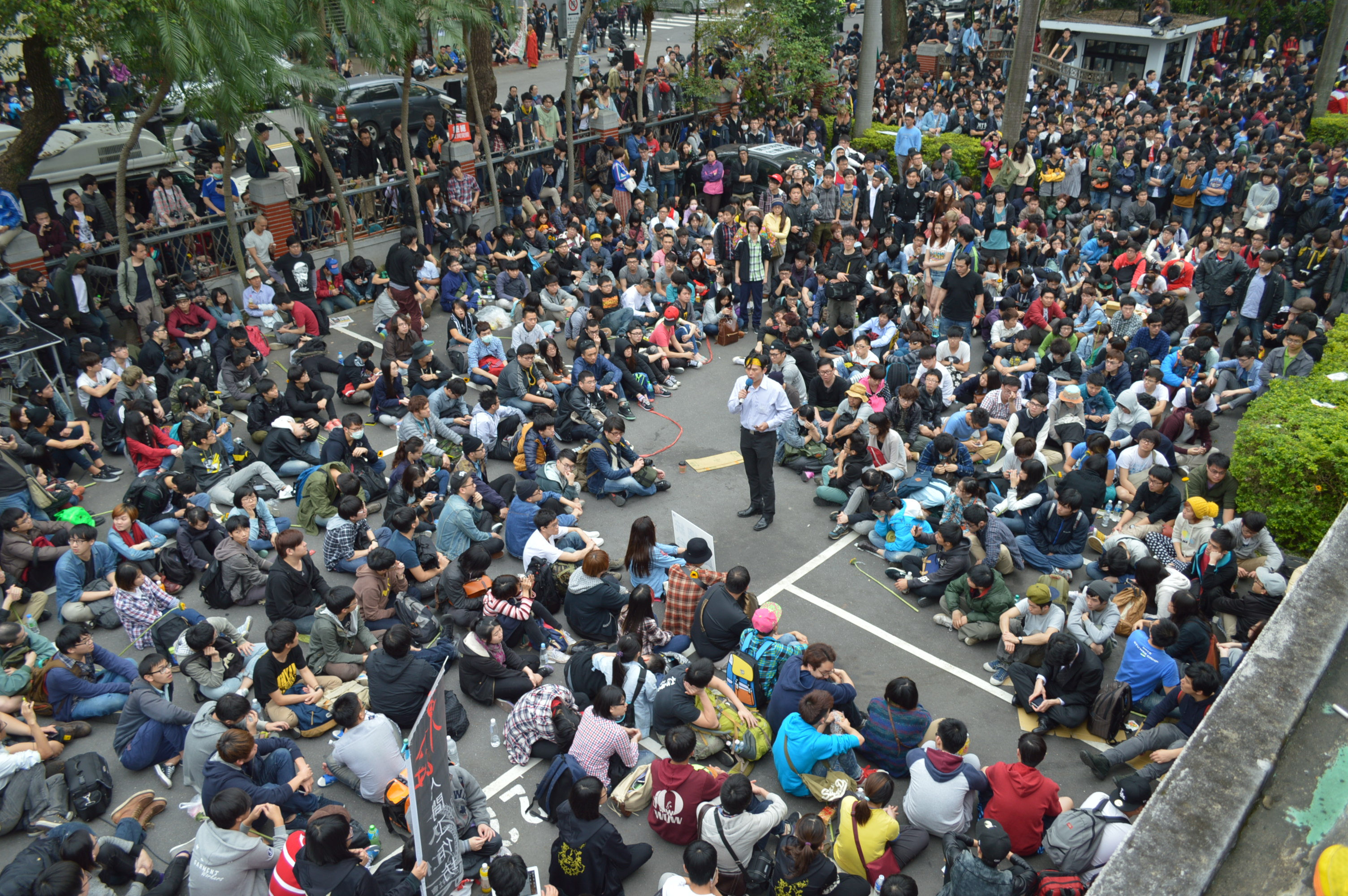
太陽花學運時黃國昌於立法院院區向學生演說

### 參與「罷免吳育昇」連署活動
2013年8月，由馮光遠所發起的憲法133實踐聯盟（後改組為憲政公民團），為實踐《中華民國憲法》第133條所明訂的「罷免權」，以國民黨籍立委吳育昇作為首要目標。黃國昌雖非發起人，但以「頭號志工」的名義多次於活動中發表談話。2014年2月活動因未達連署門檻（仍差1686份連署）而宣告失敗， 黃國昌認為，失敗的原因是30天的法定連署期太短。另外，中選會事後發函至新北市選舉委員會，要求查明憲法133實踐聯盟是否有「宣傳罷免之實」，若屬實將處予10萬到100萬罰鍰。此舉引起黃國昌的不滿，質疑中選會是秋後算帳。

### 參與公民護憲
2013年10月，參與公民1985行動聯盟所號召的「天下為『公』，公民覺醒、護憲行動」，要求修改公投法。

### 「公民組合」成立
2014年，黃國昌與前民主進步黨主席林義雄及民間司法改革基金會執行長林峯正籌組社團「公民組合」，被外界視為是籌組政黨的第一步。公民組合於3月3日在臉書發佈〈快樂參政〉宣言。

### 串聯割闌尾
島國前進成員黃國昌、林飛帆，串聯割闌尾等公民團體，於2014年7月13日下午前往淡水鬧區掃街，募集連署，訴求補正公投法，以及連署罷免國民黨立委吳育昇。

### 婚姻平權
黃國昌因其支持婚姻平權的立場，受到保守派宗教團體及所屬選區部分選民的批評，因而被「安定力量」發動罷免案，但有關罷免投票不獲通過。

### 反紅媒守護臺灣民主遊行
2019年6月23日，黃國昌與陳之漢在凱達格蘭大道舉辦「拒絕紅色媒體、守護臺灣民主」遊行，反對親中媒體滲透臺灣，同時聲援香港群眾對於反《逃犯條例》修訂的抗爭。

### 716公平正義救台灣遊行
2023年7月16日下午2時到下午5時，黃國昌、陳之漢在凱達格蘭大道舉辦「七月十六上凱道 公平正義救台灣」遊行，主要訴求司法正義、落實居住正義。

### 519草根決心行動
2024年5月19日下午2時，台灣民眾黨柯文哲、黃國昌在臺北市中正區北平東路舉辦「519草根決心行動」遊行，主要訴求憲政、國會、司法、媒體改革。

### 111釘孤枝行動

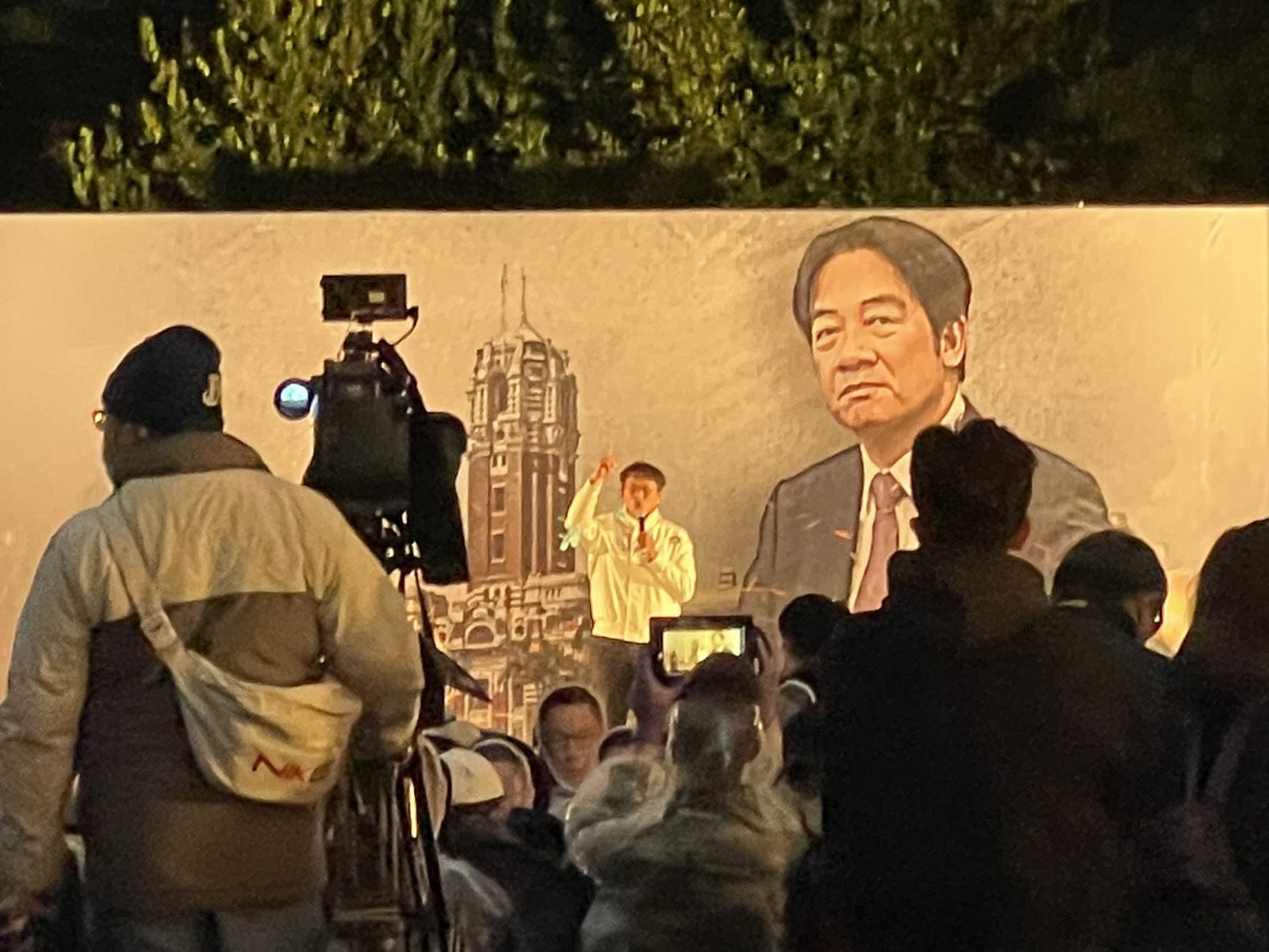
黃國昌上臺演講

2025年1月11日下午2時，黃國昌與台灣民眾黨黨公職在臺北市中正區中正紀念堂園區內自由廣場及中山南路一側舉辦「111釘孤枝」遊行，主要訴求司法正義。

### 人民要當家

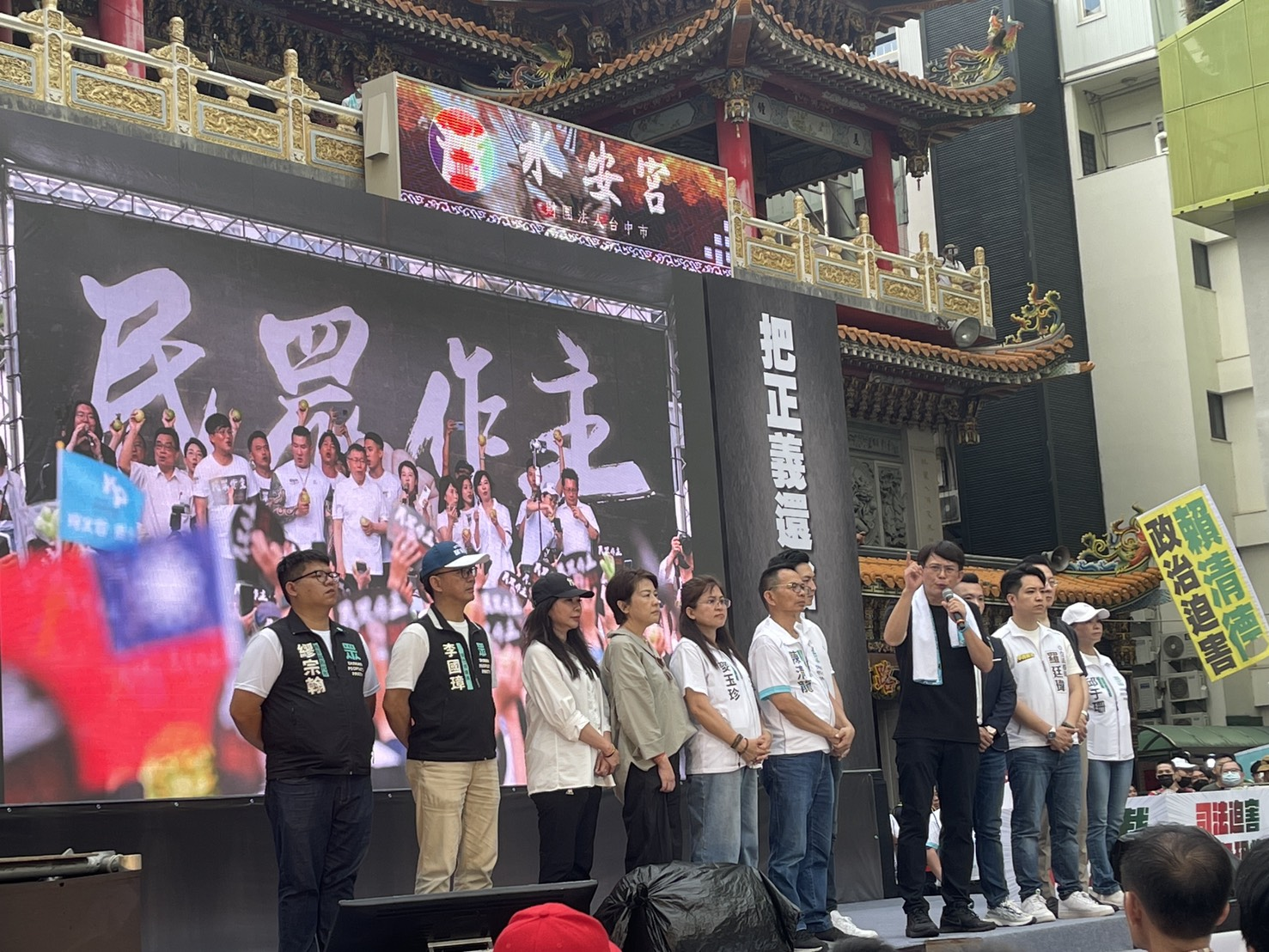
黃國昌於人民要當家台中場「518退貨ㄌㄨㄚˋ」活動發表演講

民眾黨主席黃國昌舉辦了多場「人民要當家」全民問政宣講活動，主要是揭露民進黨執政下的各種弊案，並強調政府應接受監督，提升施政效能。

## 立法委員

### 第9屆（2016年2月至2020年1月）
起初時代力量全國不分區立法委員排名名單開放給全國公民自己透過網路一人一票選出，而不是此黨的黨主席或中央常務委員會（中常委）決定，黃國昌暫時排名為時代力量全國不分區立法委員排名第一名。
2015年7月26日，時代力量發出採訪通知，宣布黃國昌將參選新北市第十二選舉區（金山、萬里、汐止、平溪、瑞芳、雙溪、貢寮）區域立法委員，挑戰已連任七屆的資深立委李慶華，雙方陷入激戰。同年辭去中研院研究員終身職。
2015年12月底，《週刊王》揭露黃國昌任教國立高雄大學時，婚前曾與女學生交往，黃國昌承認，是學生畢業後才開始交往，黃國昌的妻子也知情。

#### 安定力量聯盟罷免案

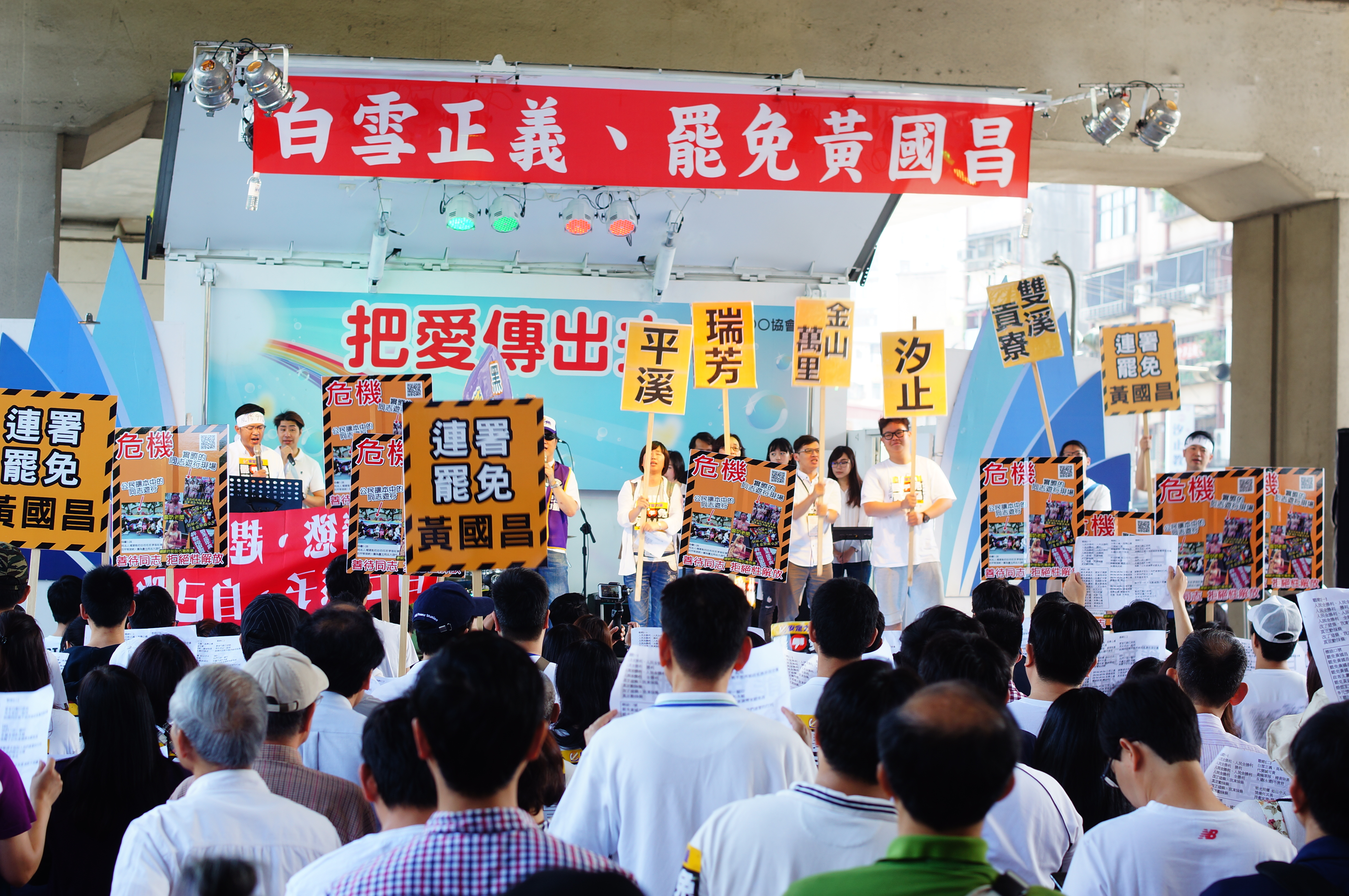
安定力量舉辦黃國昌罷免案的造勢集會

2016年12月24日，北北基安定力量聯盟在汐止車站廣場連屬發動罷免時代力量立法委員黃國昌的行動，理由是支持同婚修法。
2016年12月25日，連屬人數超過3千3百人達到提案門檻，按照選罷法的規定在2017年2月1日，將提案連署書送到中央選舉委員會進行審議。對於遭到罷免，黃國昌表示未改其支持婚姻平權的立場。
2017年8月21日，孫繼正、游信義遞交三萬份連署書到新北市選舉委員會，總計有效份數29714份。
12月16日，黃國昌罷免案進行投票；總投票人數為7萬924人，同意票為4萬8693人，不同意票為2萬1748人，無效票為483人，投票率為27.75%。雖然同意票數大於不同意票數，因為未達到法定得票門檻，所以罷免失敗，黃國昌續任立法委員，且不可再於剩餘任期內被罷免。

#### 告發前金管會主委李瑞倉幫慶富喬錢涉犯圖利罪
2017年12月7日，黃國昌開記者會踢爆前金管會主委李瑞倉，在金管會主委任內期間幫慶富「喬」銀行團退回5.5億備償金，涉犯貪污治罪條例之圖利罪嫌，並且向北檢告發。
對此李瑞倉提出當時公文指自己批示「由一銀和慶富協商，免再洽第一銀行」以此表示自己並未介入。黃國昌隨後於臉書發文表示 「李瑞倉簽名日期是0124（1月24日）但1月3日早就喬好了一銀，一銀常董會在1/13也已通過，1/24李瑞倉簽名時都搞定了，當然免再洽」

#### 「以核養綠」公投
在2018年以核養綠公投案中擔任反方代表。

#### 揭發總統府侍衛室走私香菸案
2019年7月22日，時代力量立法委員黃國昌於召開「陪同出訪走私、國安局出來面對」記者會，指控國安局一名吳姓特勤人員涉嫌利用伴隨蔡英文總統出訪機會，透過華航高層預訂9,200條免稅菸品，金額高達645萬元，並試圖透過國賓特殊通關禮遇夾帶入境。

### 第11屆（2024年2月起）

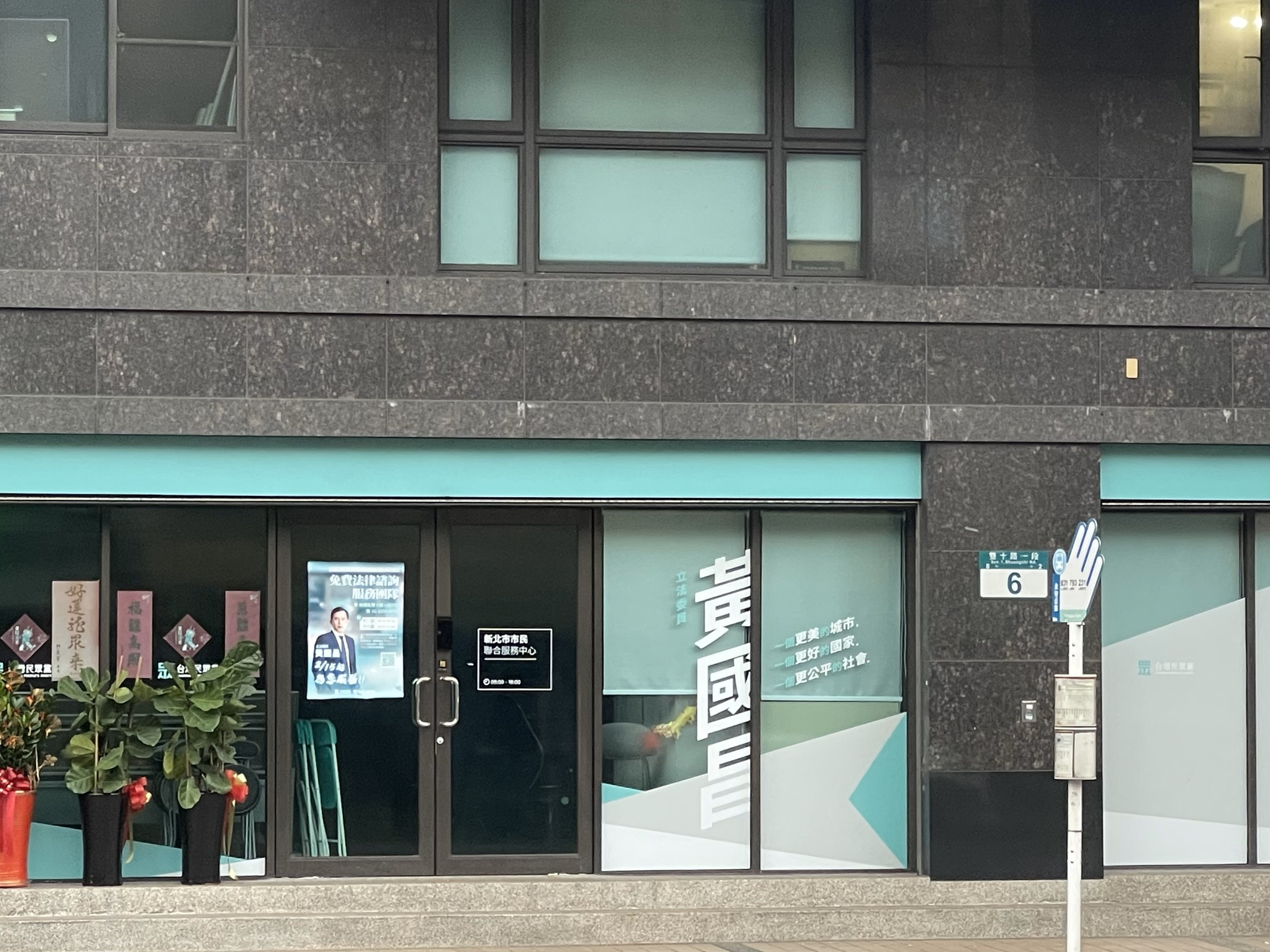
黃國昌立委板橋服務處，位於永安公園附近。

黃國昌在新北市設有4個立委服務處，分別是板橋區服務處主任林子宇、中和區服務處主任陳怡君、三重、蘆洲區服務處主任周曉芸及汐止、金山、萬里區服務處主任陳語倢。

#### 國會改革
2024年1月，剛當選第11屆立法委員後，民眾黨立法委員黃國昌遂開始推動以支持立法院院長候選人為條件，換取兌現民眾黨選前國會改革的政見。2024年5月28日，經過不到半年的時間，第一部份的國會改革法案，已通過立法院三讀。

#### 民眾黨黨主席

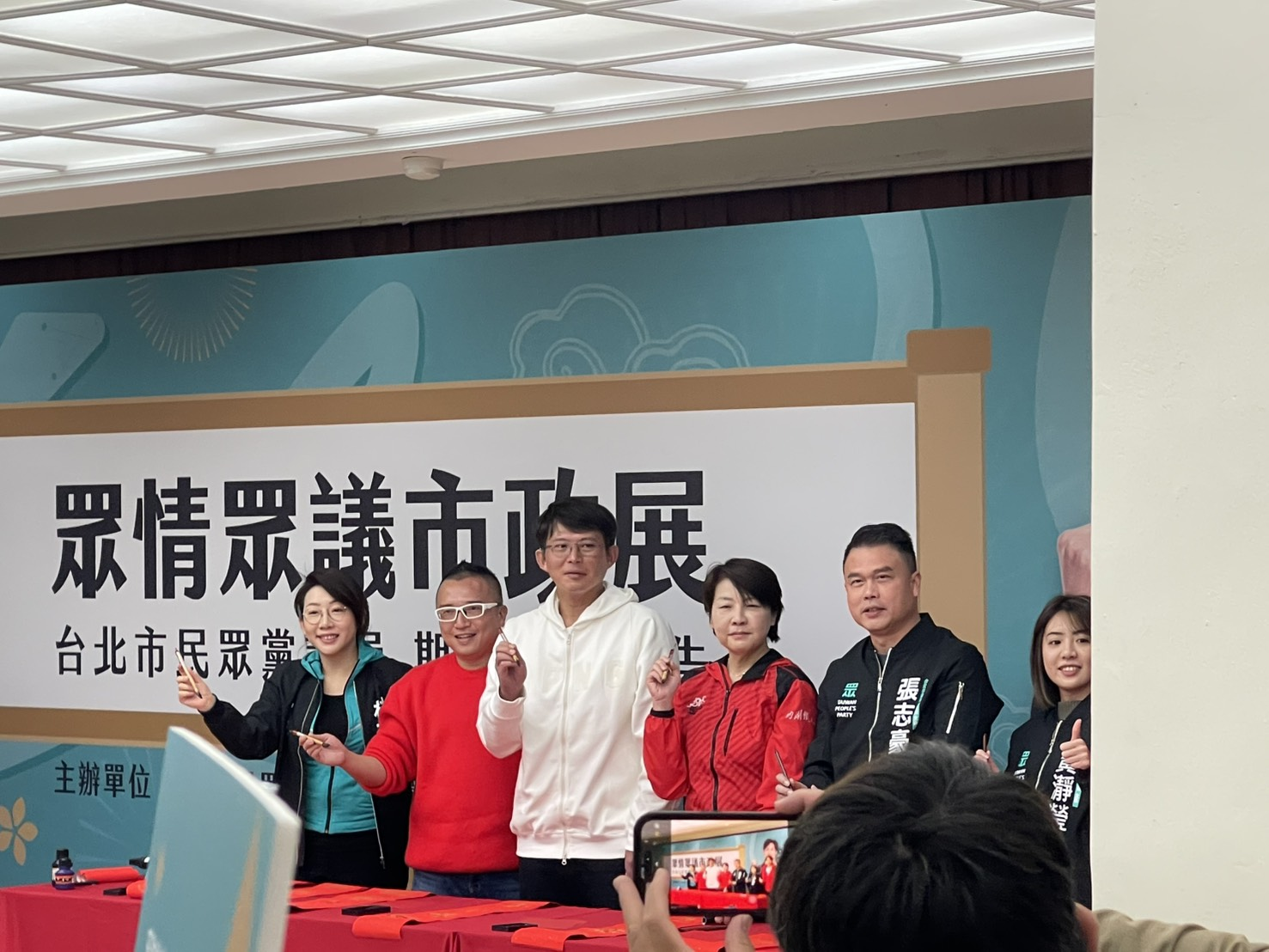
黃國昌以主席身份參與民眾黨台北市議會市政展

2025年1月1日，時任民眾黨黨主席柯文哲因京華城案請辭，由黃國昌代理，他被認為將參選黨主席補選。他在接任代理主席後，宣布要號召支持者上街頭要求司法正義。
他於1月15日宣布參選民眾黨主席，並誓言壯大台灣第三勢力。同年2月15日，在黨主席輔選中擊敗蔡壁如勝選，成為新任台灣民眾黨主席。

#### 「核三重啟」公投
民眾黨立法院黨團在2025年4月提出核三重啟公投，5月獲得國民黨支持通過，後經中選會公告成案，黃國昌在8月的電視意見發表會中擔任正方代表。

### 參選新北市市長
黃國昌在擔任第九屆立法委員時就有其參選新北市市長的風聲，而他在擔任第十一屆立法委員時即表達參選的可能性，也和國民黨討論藍白合的可能。但在國民黨的內部民調中，黃國昌的支持度均大幅落後其他潛在候選人。他後稱不排除參選其他縣市。
黃國昌在2025年8月稱，他並未更改民眾黨內不分區立委的「兩年條款」，代表他將於2026年1月31日辭職。他也在此時宣布他將參選新北市市長。

## 政治立場

### 廢除死刑
2010年5月，黃國昌簽署臺灣廢除死刑推動聯盟有關死刑議題的公開信，惟強調死刑應在完善的法律制度下執行，因現行法律制度尚未完善，須暫停執行死刑，以利後續討論死刑存廢。
2015年，黃國昌在立委選舉期間，遭李慶華陣營以曾簽署暫緩死刑為由，抨擊其支持廢死，黃國昌自稱「未對死刑存廢問題表示過任何立場」並提告製作文宣的丁姓助理，指控他違反選罷法，散播不實謠言。
2016年4月23日，黃國昌控告李慶華陣營違反選罷法一案，地檢署偵查結果為不起訴處分；處分書指出：黃國昌2010年簽署一封臺灣廢除死刑推動聯盟的公開信，表達因現行死刑制度的不全，而倡議應先暫停死刑，有關李慶華助理對此稱「支持黃國昌就是支持廢死」尚屬「合理評論範圍」。
2016年3月，內湖隨機殺人事件讓廢死議題再度受到關注，提倡廢死的立委也受到質疑。對此，時代力量黨主席黃國昌強調：時代力量從來沒有主張要推動廢死，也不會在社會有共識前貿然推動廢死。

### 加入台灣民眾黨
2023年11月16日，黃國昌宣布放棄時代力量黨籍，並表示自己因為認同柯文哲的政治理念加入台灣民眾黨，並列入台灣民眾黨不分區立法委員提名人第2名。黃國昌當選第11屆立法委員後，2024年1月31日，黃國昌出任民眾黨團總召。
2024年8月30日，時任民眾黨主席柯文哲因涉入京華城案遭逮捕，民眾黨成立「中央緊急應變小組」，黃國昌與中央委員林富男、中評會主委李偉華任共同召集人。

## 爭議

### 違建及佔用國有地
2023年7月5日，新北市議員張錦豪指控：黃國昌與其家人名下位於汐止區的一塊土地，被用作月租收費停車場，該土地位在都市計畫保護區，經營停車場違反土地使用規定，且其未申請營業停車證，有逃漏稅及違建等問題。黃國昌稱此地段原本為其母親所有，其所得皆有報稅，停車場為承租人所經營，但他不知承租人是否有違法情事。外界質疑：黃國昌是土地現任持有人，而且該土地距離黃國昌家很近，為其出門必經之路，他不可能不知道土地的使用情形。
7月14日，黃國昌被指控其汐止住家侵占國有土地的山坡保育地，違建面積是原先合法的一倍之多。財政部國有財產署也證實黃的建物有79平方公尺存在侵占。黃國昌回應稱：建物是父母在30年前蓋下，後續確實有增建違建，將依法處理。
面對這些問題，黃國昌曾試圖申請合法租用土地，但新北市環境保護局表示：該土地位於水質保護區一定距離內，完全禁止出租，因此國有財產署註銷其申覆案，並要求返還土地。因此，黃國昌決定申請拆除執照，並自行整棟拆除。屋主原本表示預計2024年3月底將清除完畢，但因尚有殘餘電表，所以至2024年6月尚未清除完畢。

### 立法院結盟立場

反立法院擴權運動高舉嘲諷黃國昌哏圖的抗議者

黃國昌擔任第11屆立法委員期間，其領導的民眾黨黨團經常與傅崐萁領導中國國民黨黨團合作，例如：在召委選舉中全力支持中國國民黨推出的人選；在國會改革五法的立法過程也與中國國民黨合作。身為太陽花學運的領導者之一，他此舉被國會改革法案反对者等泛綠人士認為是學運的叛徒。時任時代力量主席的王婉諭也批評他昨是今非、雙重標準，傷害了過去相信他的人們。民進黨立委王世堅批評其為「偽君子的代名詞」。北美洲台灣人教授協會譴責他不尊重民主體制、破壞台灣民主、蔑視民主價值，因而撤除他過去獲頒的廖述宗教授紀念獎。

### 示範帶事件
2025年6月，黃國昌在立法院質詢法務部長鄭銘謙時，播放了一段錄音，內容疑似為檢察官偵訊。黃國昌表示錄音為「示範帶」，但未說明來源，遭質疑來源不合法、涉嫌偽造文書以及影響司法獨立，被比喻為腳尾飯事件翻版。黃國昌認為自己遭到抹黑。臺北地檢署在收到檢舉後將黃國昌列為「他字案」被告偵辦。

## 選舉紀錄

### 公職選舉
| 年度 | 選舉屆數             | 選舉區                                 | 所屬政黨   | 得票數    | 得票率 | 當選標記 | 備註 |
| ---- | -------------------- | -------------------------------------- | ---------- | --------- | ------ | -------- | ---- |
| 2016 | 第九屆立法委員選舉   | 新北市第十二選舉區                     | 時代力量   | 80,508    | 51.52% |          |      |
| 2020 | 第十屆立法委員選舉   | 全國不分區及僑居國外國民立法委員選舉區 | 時代力量   | 1,098,100 | 7.76%  |          |      |
| 2024 | 第十一屆立法委員選舉 | 全國不分區及僑居國外國民立法委員選舉區 | 臺灣民眾黨 | 3,040,615 | 22.07% |          |      |

### 黨職選舉
| 年度 | 選舉屆數                 | 得票數 | 得票率 | 當選標記 | 備註    |
| ---- | ------------------------ | ------ | ------ | -------- | ------- |
| 2025 | 第二屆台灣民眾黨主席補選 | 8903   | 96.11% |          | [ 103 ] |

## 個人著作

### 專書
- 黃國昌，2012，《民事程序法學的理論與實踐》，共443頁，臺北市：元照出版公司。[104]
- 黃國昌，2012，《程序法學的實證研究》，共453頁，臺北市：元照出版公司。[105]
- 黃國昌，2010，《民事訴訟法教室Ⅰ （二版）》，共421頁，臺北市：元照出版公司。
- 黃國昌，2009，《國際民事管轄權之理論與實務》，共292頁，台北：元照出版有限公司。[106]
- 黃國昌，2009，《民事訴訟法教室Ⅰ》，共364頁，台北：元照出版有限公司。[107]
- 黃國昌，2008，《民事訴訟理論之新開展》，北京：北京大學出版社。[108][109]
- 黃國昌，2007，《勞資爭議處理法下調解及仲裁機制之檢討》，共110頁，台北市：行政院勞委會。[110]
- 黃國昌,Richard Lawton Thurston, 2006, Taiwan Code of Civil Procedure, 238 pages, Taipei: Judicial Yuan Republic of China.[111]
- 黃國昌，2005，《民事訴訟理論之新開展》，共526頁，台北市：元照出版。[112]
- Huang, Kuo-Chang, 2003, Introducing Discovery into Civil Law, 406 pages, North Carolina: Carolina Academic Press.[113]

## 演出
- 歌曲〈狗官〉MV，與陳之漢、李宏杰合作[114]

## 主持

### 廣播節目
- POP Radio聯播網 pop大國民（週二、週四 18：00～19:00 時段）[115]

## 榮譽
- 2006年1月，國立高雄大學法學院教學優良教師[116]
- 2007年8月，國科會吳大猷先生紀念獎[117]
- 2011年9月，中研院法學期刊論文獎[118]
- 2012年，及人中學校友會第三屆傑出校友[119]
- 2012-2013年，傅爾布萊特（Fulbright）獎學金[120]
- 2013年5月，中央研究院年輕學者研究著作獎[121]
- 2014年，中央研究院前瞻計畫研究獎助[122]
- 2015年8月，第一屆 NATPA 廖述宗教授紀念獎[123]（2024年撤銷）
- 2017年3月，公督盟評鑑為立法院第九屆第二會期財政委員會之優秀立委[124]
- 2017年9月，公督盟評鑑為立法院第九屆第三會期財政委員會之優秀立委[125]
- 2018年4月，公督盟評鑑為立法院第九屆第四會期財政委員會之優秀立委[126]
- 2018年10月，公督盟評鑑為立法院第九屆第五會期司法及法制委員會之優秀立委[127]

## 外部連結
- 黃國昌的Facebook專頁
- 黃國昌的Instagram帳戶
- YouTube上的黃國昌頻道

| 政党职务                           | 政党职务                                                   | 政党职务      |
| ---------------------------------- | ---------------------------------------------------------- | ------------- |
| 時代力量                           |                                                            |               |
| 前任： 林昶佐                      | 時代力量黨主席 第一、二屆 2015年7月2日－2019年3月1日       | 繼任： 邱顯智 |
| 臺灣民眾黨                         |                                                            |               |
| 前任： 黃國昌（代理） 正任：柯文哲 | 台灣民眾黨主席 第二屆 2025年2月19日－                      | 現任          |
| 中華民國中央公職人員               |                                                            |               |
| 臺灣民眾黨                         |                                                            |               |
| 前任： 邱臣遠                      | 台灣民眾黨立法院黨團總召集人 第十一屆第一期 2024年2月1日－ | 現任          |